# Делко (Північна Кароліна)
Делко (англ. Delco) — переписна місцевість (CDP) в США, в окрузі Колумбус штату Північна Кароліна. Населення — 287 осіб (2020).

## Географія
Делко розташоване за координатами 34°19′8″ пн. ш. 78°13′36″ зх. д. / 34.31889° пн. ш. 78.22667° зх. д. (34.318815, -78.226709).  За даними Бюро перепису населення США в 2010 році переписна місцевість мала площу 3,92 км², уся площа — суходіл.

## Демографія
Згідно з переписом 2010 року, у переписній місцевості мешкало 348 осіб у 143 домогосподарствах у складі 100 родин. Густота населення становила 89 осіб/км².  Було 157 помешкань (40/км²).
Расовий склад населення:
| - 86,2 % — білих - 6,0 % — чорних або афроамериканців - 2,0 % — корінних американців |

До двох чи більше рас належало 4,9 %. Частка іспаномовних становила 1,7 % від усіх жителів.
За віковим діапазоном населення розподілялося таким чином: 25,0 % — особи молодші 18 років, 58,6 % — особи у віці 18—64 років, 16,4 % — особи у віці 65 років та старші. Медіана віку мешканця становила 43,3 року. На 100 осіб жіночої статі у переписній місцевості припадало 87,1 чоловіків;  на 100 жінок у віці від 18 років та старших — 96,2 чоловіків також старших 18 років.
Середній дохід на одне домашнє господарство  становив 52 708 доларів США (медіана — 46 477), а середній дохід на одну сім'ю — 58 032 долари (медіана — 47 625). За межею бідності перебувало 4,0 % осіб, у тому числі 0,0 % дітей у віці до 18 років та 11,4 % осіб у віці 65 років та старших.
Цивільне працевлаштоване населення становило 88 осіб. Основні галузі зайнятості: будівництво — 43,2 %, транспорт — 14,8 %, роздрібна торгівля — 12,5 %.